# Acacia glandulosa
Acacia glandulosa là một loài thực vật có hoa trong họ Đậu. Loài này được Guill. miêu tả khoa học đầu tiên.